# Scirpus ancistrochaetus
Scirpus ancistrochaetus là loài thực vật có hoa trong họ Cói. Loài này được Schuyler miêu tả khoa học đầu tiên năm 1962.

## Hình ảnh

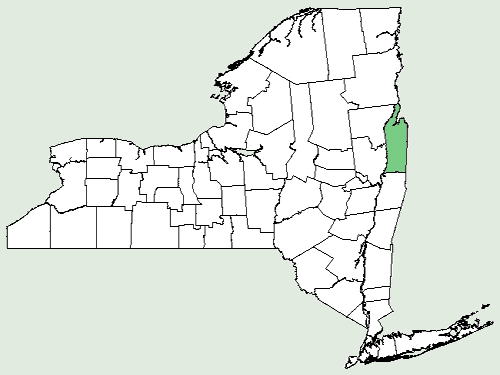